# Hlotar I
Hlotar I (497—561) kralj Franaka 558. - 561. godine.
Ovaj sin Hlodoveha I. je u građanskom ratu koji je trajao 48 godina uspešno eliminisao svu svoju braću i njihovu decu kako bi ponovno ostvario jedinstvo Franačke države narušeno očevom odlukom o državnoj podeli. Osim ratova u samoj Francuskoj preduzimao je vojne pohode u Burgonji i Saskoj. 
Posle vladavine od samo tri godine podelio je ponovno teško stečeno državno jedinstvo među svojim sinovima koji ubrzo započinju novi građanski rat za vrhovnu vlast. Te bitke će trajati sledeće 52. godine do finalne pobede Hlotara II.

## Uvod
Franački običaji tog vremena dozvoljavali su praktikovanje poligamije, posebno među kraljevskim porodicama. Dakle, nije bilo neuobičajeno da kralj nakon svoje smrti ima više žena i nekoliko konkurentskih naslednika. Ovo je bilo veliko odstupanje od monogamije kasnorimskih običaja, pod uticajem Crkve. Franački vladari sledili su ovu praksu uglavnom da bi povećali svoj uticaj na većim površinama zemlje nakon kolapsa Rimskog carstva. Cilj je bio da se održi mir i obezbedi očuvanje kraljevstva umirujući lokalne vođe. U germanskoj tradiciji nasledstvo nije paдаlo na sinove, već na mlađu braću, ujake i rođake. Prema Salijskom zakonu, Hlodoveh I je uveo običaj da sinovi budu primarni naslednici u svakom pogledu. Međutim, to nije bio sistem primogeniture, gde je najstariji sin dobio ogromnu većinu nasledstva, već je nasledstvo bilo ravnomerno podeljeno između svih sinova. Stoga je veliko franačko kraljevstvo često bilo podeljeno na manja potkraljevstva.

## Život

### Rani život
Hlotar je bio jedan od četiri sina Hlodoveha I i kraljice Klotilde. Ime „Hlotar“ znači „slava“. Nakon smrti svog oca 27. novembra 511. godine, dobio je kao svoj udeo u kraljevstvu: grad Soason, koji je učinio svojom prestonicom; gradove Laon, Nojon, Kambre i Mastriht; i donji tok reke Meze. Ali bio je veoma ambiciozan i nastojao je da proširi svoj domen.

### Stupanje na presto
Nakon smrti Hlodoveha I 511. godine, franačko kraljevstvo je podeljeno između Hlotara i njegove braće Teuderika, Čildeberta i Hlodomera. Zbog prava majki, kraljicama je dodeljen deo kraljevstva njihovog sina. Hlodoveh I, koji je imao dve žene, podelio je svoje kraljevstvo na dva za svaku od svojih žena, a zatim podelio delove svojim sinovima. Najstariji, Teuderik, sin prve žene, imao je prednost da dobije polovinu francuskog kraljevstva, Remsa. Klotar je delio drugu polovinu kraljevstva sa svojom braćom Čildebertom i Hlodomerom. Hlotar je dobio severni deo, Čildebert centralno kraljevstvo Pariza, a Hlodomer južno kraljevstvo Orlean. Domen koji je nasledio Hlotar sastojao se od dva različita dela: jednog u galskoj Belgiji, koji je odgovarao kraljevstvu Salijskih Franaka, gde je osnovao svoju prestonicu u Soasonu i uključivalo je eparhije Amijena, Arasa, Sen Kentena i Turnea; a drugi u Akvitani uključujući eparhije Agen, Bazas i Perige.

### Prvi burgundski rat
Godine 516, umro je Gundobad, kralj Burgundije, i presto je prešao na njegovog sina Sigismunda, koji je prešao u katoličanstvo. Sigismund je zauzeo ekstremnu antiarijansku politiku i otišao toliko daleko da je pogubio svog arijanskog sina Sigerika, koji je bio unuk ostrogotskog kralja Teoderika Velikog. Sigismund je takođe skoro podstakao Franke da krenu u ofanzivu protiv njega, ali je izbegao sukob tako što je jednu od svojih ćerki, Suavegotu, dao u brak sa Hlotarovim starijim polubratom, Teuderikom I.
Godine 523, na podsticaj svoje majke, Klotilde, Hlotar, Čildebert i Hlodomer udružili su snage u pohodu na Burgunđane. Burgundska vojska je poražena, a Sigismund je uhvaćen i pogubljen. Sigismundov brat Godomar ga je zamenio na prestolu, uz podršku aristokratije, i Franci su bili prinuđeni da odu.
Godine 524, Hlotar i njegova braća, uključujući Teuderika, započeli su novi pohod, napredujući do doline Isere. Ali 25. juna 524. pretrpeli su ozbiljan poraz u bici kod Vezeronse, i Hlodomer je poginuo. Franci su napustili Burgundiju, a Godomar je nastavio svoju vlast do 534. godine.

### Brak sa Gjuntekom
Hlotar se oženio Gantiekom, kraljicom Orleana i udovicom Hlodomera, njegovog brata. Ova unija je dala Hlotaru pristup Hlodomerovoj riznici i obezbedila Gantiekinu poziciju kao jedine naslednice zemlje kralja Godegisela; Franački zakon je dozvoljavao ženi da nasledi zemlju ako nije imala sinove.

### Brak sa Aregandom
Hlotarova žena Ingand nastojala je da nađe muža dostojnog njene sestre Aregand. Pošto nije našla nikoga pogodnog, Hlotar je uzeo Aregand za jednu od svojih žena. Godina je bila oko 533–538. Ostala je njegova žena sve do smrti svoje sestre Ingand 546. godine, nakon čega je pala u nemilost Hlotara.

### Turinško osvajanje
Godine 531, Hermanafrid, kralj Tirinžana, obećao je da će Hlotarovom polubratu, Teuderiku, dati deo Kraljevine Tiringije ako bi pomogao da se svrgne Baderik, Hermanafridov rival i brat. Teuderik je prihvatio. Međutim, nakon što je bio povređen nakon pobede, apelovao je na Hlotara da nastavi rat. Hermanafrid je umro otprilike u to vreme, a cilj je postao jednostavno osvajanje Tiringije.
Alijansa je, uz pomoć njegovog nećaka Teudeberta I, osvojila Tiringiju i ona je postala deo franačkog domena. Tokom podele plena, Hlotar i Teuderik su se žestoko prepirali oko ruke princeze Radegand, ali je Hlotar na kraju dobio spor na osnovu toga što su je njegovi ljudi zarobili.

### Princeza Radegand
Godine 538, Radegand je dovedena u Soason da se uda za Hlotara, kao „ne nezakonita, već legitimna kraljica“, koja je mogla da pomogne u učvršćivanju njegove dominacije nad Tiringijom.
Dok su njena titula i status bili neophodni da bi Hlotar stekao vlast nad Tiringijom, Radegand je ostala u jednostavnoj odeći i nije tretirana na uobičajen način kao kraljica. To je uglavnom bilo zbog njene hrišćanske vere; nije želela da izgleda luksuzno.
Radegan nije jela prekomerno. Insistirala je da se veliki deo njene hrane daje siromašnima. Većinu vremena provodila je u molitvi i pevanju psalama, ali je vrlo malo vremena provodila sa kraljem. Njena vernost je bila prvo Bogu, a zatim Hlotaru. Hlotar je postao razdražen i imao je mnogo sporova sa njom.
Ona se povukla u samostan i osnovala opatiju u Poatje-Sent Kroa, prvi ženski samostan u Evropi. Kanonizovana je u svetu Radegand.

## Napomene
1. ↑  Also spelled Chlothachar, Chlotar, Clothar, Clotaire, Chlotochar, and Hlothar, giving rise to the name Lothair.
2. ↑  His death date is sometimes given as 29 November 561, but this is not accurate. Chlothar was still alive in 28 November, and died before the end of the year.[2]

## Literatura
- Bachrach, Bernard S. (1972). Merovingian Military Organization, 481–751. Minneapolis: University of Minnesota Press,  0-8166-0621-8.
- Geary, Patrick J. (1988). Before France and Germany: The Creation and Transformation of the Merovingian World. Oxford: Oxford University Press,  0-19-504458-4.
- James, Edward (1991). The Franks. London: Blackwell,  0-631-14872-8.
- Oman, Charles (1908). The Dark Ages, 476-918. London: Rivingtons.
- Wallace-Hadrill, J. M. (1962). The Long-Haired Kings, and Other Studies in Frankish History. London: Methuen.
- Wood, Ian N. (1994). The Merovingian Kingdoms, 450–751. London: Longman,  0-582-21878-0.
- The Cambridge Illustrated History of France – Cambridge University Press
- The Origins of France: Clovis to the Capetians 500–1000 by Edward James  0-333-27052-5
- Late Merovingian France: History and Hagiography, 640–720 (Manchester Medieval Sources); Paul Fouracre (Editor), Richard A. Gerberding (Editor)  0-7190-4791-9
- Medieval France: An Encyclopedia, eds. W. Kibler and G. Zinn. New York: Garland Publishing, 1995.
- Beyerle, F; Buchner, R. (1997) [1954]. Lex Ribvaria (на језику: латински). Hannover: Hahnsche Buchhandlung. ISBN 9783775250528. OCLC 849259009.
- Effros, Bonnie (2010) [2002]. Caring for Body and Soul: Burial and the Afterlife in the Merovingian World. Penn State Press. ISBN 978-0-271-04532-0.
- Esders, Stefan, ур. (2019). The Merovingian Kingdoms and the Mediterranean World: Revisiting the Sources. et al. Bloomsbury Academic.
- Ewig, Eugen (2006). Die Merowinger und das Frankenreich [The Merovingians and the Frankish Empire]. Kohlhammer Urban-Taschenbücher (на језику: немачки). 392. W. Kohlhammer Verlag. ISBN 978-3-17-019473-1.
- Geary, Patrick J. (1988). Before France and Germany: The Creation and Transformation of the Merovingian World. Oxford University Press. ISBN 978-0-19-504458-4.
- Kaiser, Reinhold (2004). Das römische Erbe und das Merowingerreich [The Roman Heritage and the Merovingian Empire]. Enzyklopädie deutscher Geschichte (на језику: немачки). 26. De Gruyter. ISBN 978-3-486-56722-9.
- Oman, Charles (1898). The Dark Ages, 476–918 (3rd изд.). Rivingtons.
- Rouche, Michel (1987). „Private life conquers State and Society”.  Ур.: Ariès, Philippe; Veyne, Paul; Duby, Georges. From pagan Rome to Byzantium. A History of Private Life. 1 (5th изд.). Belknap Press of Harvard University Press. стр. 419—. ISBN 978-0-674-39975-4.
- Werner, Karl Ferdinand (1989). Die Ursprünge Frankreichs bis zum Jahr 1000 [The origins of France up to the year 1000]. Geschichte Frankreichs (на језику: немачки). 1. Deutsche Verlags-Anstalt. ISBN 978-3-421-06451-6.
- Wood, Ian N. (1994). The Merovingian Kingdoms, 450–751. Longman. ISBN 978-0-582-49372-8.
- Wood, Ian N. (2003). „Deconstructing the Merovingian Family”.  Ур.: Corradini, Richard; Diesenberger, Maximilian; Reimitz, Helmut. The Construction of Communities in the Early Middle Ages: Texts, Resources and Artefacts. Brill. стр. 149—. ISBN 90-04-11862-4.
- Murray, A.C. (1998). „7. Post vocantur Merohingii: Fredegar, Merovech, and 'Sacral Kingship'”.  Ур.: Goffart, Walter; Goffart, Walter A. After Rome's Fall: Narrators and Sources of Early Medieval History : Essays Presented to Walter Goffart. University of Toronto Press. стр. 121—152. ISBN 978-0-8020-0779-7.
- Flinders Petrie, W.M. (1906). „Migrations. (The Huxley Lecture for 1906)”. The Journal of the Anthropological Institute of Great Britain and Ireland. 36: 189—232 see p. 205. JSTOR 1193258. doi:10.2307/1193258. „Probably among this confederacy should be included the Marvingi* of Ptolemy, to the south of the Catti, ... who seem to have given the Merving family to rule the Franks”
- Moore, Walter Judson (2015-08-27). Mediterranean Beaches and Bluffs: A Bicycle Your France E-guide. Lulu Press. ISBN 9781329514553.[мртва веза]
- Halsall, Guy (28. 1. 2008). Warfare and Society in the Barbarian West 450–900. Routledge. ISBN 978-1-134-55387-7.

## Spoljašnje veze
- The Oxford Merovingian Page.
- Genealogy of the Merovingian dynasty at Genealogy.eu
- Merovingian Archaeology at the Museum of the Dark Ages (France).